# Araeovalva
Araeovalva is een geslacht van vlinders van de familie tastermotten (Gelechiidae).

## Soorten
- A. albiflora (Meyrick, 1920)
- A. minor Janse, 1960